# Bad Lauchstädt

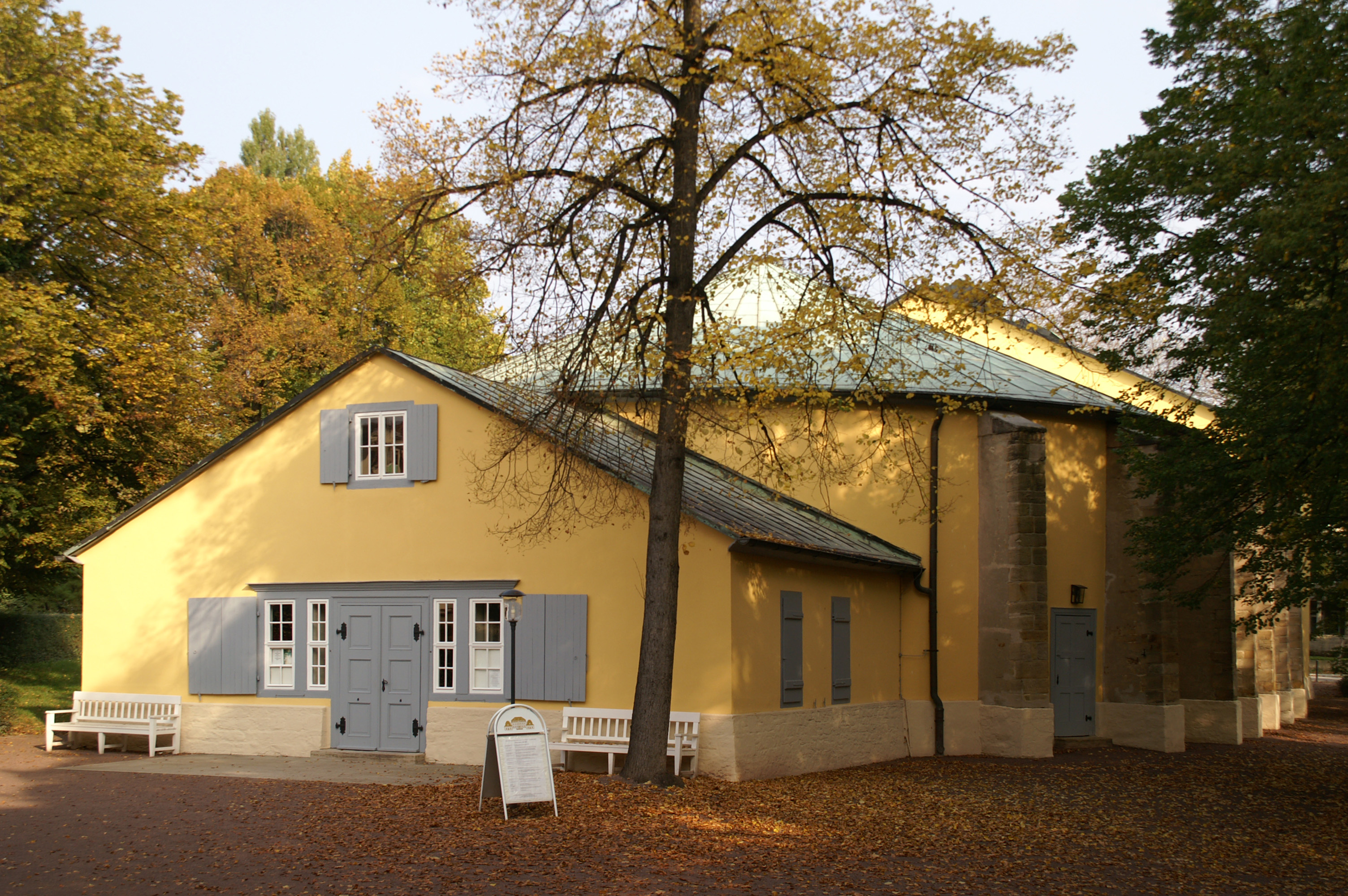
Teatr Goethego w Bad Lauchstädt

 Bad Lauchstädt, Goethestadt Bad Lauchstädt (wymowaⓘ) − miasto w Niemczech, w kraju związkowym Saksonia-Anhalt, w powiecie Saale

## Geografia
Bad Lauchstädt położone jest na południowy zachód od Halle (Saale).
W skład obszaru miasta wchodzą następujące dzielnice:
- Delitz am Berge
- Klobikau
- Milzau, w granicach miasta od 1 stycznia 2010
- Schafstädt

## Współpraca
- Haan, Nadrenia Północna-Westfalia